# Ruth Maria Linde-Heiliger
Ruth Maria Linde-Heiliger (geb. Ruth Maria Linde; * 18. August 1916 in Berlin; † 14. Juni 1996 in Eiderstedt) war eine deutsche Holzbildhauerin. Sie gehört zur Folgegeneration der Klassischen Moderne und ist vor allem bekannt für ihr dialogisches Arbeiten mit der Ausgangsstruktur des Holzes.

## Leben
Ruth Maria Linde-Heiliger begann ihr eigentliches künstlerisches Schaffen erst mit 49 Jahren, nachdem ihre drei Kinder nicht mehr auf sie angewiesen waren. Ihre Ehe von 1938 mit dem Bildhauer Bernhard Heiliger wurde 1953 geschieden. Ihren Wohnort Berlin verließ sie 1966, um an der Nordsee in Osterhever auf der Halbinsel Eiderstedt ihr Leben ganz dem künstlerischen Schaffen zu widmen und sich in das Netzwerk von Kunstschaffenden, Galerien und Kunstinteressierten einzuklinken.

## Ausbildung
1933 beendete sie die Schule und begann die Ausbildung zur Bildhauerin zunächst bei der Anthroposophischen Gesellschaft mit klassischem Holzschnitzen. Es folgte die Bauhaus-Grundlehre bei Johannes Itten in Berlin und Krefeld und die weitere Ausbildung in der Bildhauerei beim Verein der Berliner Künstlerinnen mit Milly Steger als Lehrerin. Das Studium an der Hochschule der Bildenden Künste beendete sie 1938.

## Werk
Um sich einen eigenständigen künstlerischen Namen zu machen, nahm Linde-Heiliger zunächst ihren Geburtsnamen Maria Linde an. Doch die Skulpturen tragen fast immer die Initialen R M L H.
Ihre Holzskulpturen sind geprägt von der Bearbeitung mit Stechbeitel und Klüpfel, d. h. ohne Maschinen. „Geleitet von der Maserung bearbeite ich die Oberfläche des Holzes so lange, bis die entstehende Form ihre äußerst mögliche Spannung erreicht hat“, schrieb sie 1990. Mit ihrem Verständnis des künstlerischen Schaffens als einem offenen Prozess folgt sie der Auffassung, wie sie Max Wertheimer und die Schule der Gestaltpsychologie beschrieben haben.
Seit 1969 nahm sie jährlich an der großen Sommerausstellung „Kunst und Handwerk in Schleswig-Holstein“ in Büsum teil. Ab 1975 war sie regelmäßig bei verschiedenen Galerien und Ausstellungen in Berlin, Düsseldorf, Essen, Bremen und Göttingen vertreten. 1979 bis 1984 wurde sie von der Galerie Haubarg Karolinenhof bei Lunden vertreten.

## Ausstellungen
- 1985: Kunstverein Ingolstadt
- Künstler der Westküste, mit Fred Bandekow, Otto Beckmann, Lucia Figueroa, Lothar Frieling, Gunther Fritz, Ewald Heitzmann, Elke Herms-Sonntag, Tom Kosbab, Diether Kressel, Ulrich Meggers, Hubert Meiforth, Gerd Schüssler und Dieter Staacken, Gardinger Mühle, Garding / Eiderstedt 1992.
- Künstler zwischen den Meeren, mit Michael Arp, Johannes Bauersachs und Hans-Joachim Billib (Ostsee) Tom Kosbab, Ingo Kühl und Ewald Heitzmann (Nordsee), Alte Schule Norgaardholz, Angeln 1993.